# Montréal-Pierre Elliott Trudeau International Airport
De aéroport international Pierre-Elliott-Trudeau de Montréal (Engels: Montréal-Pierre Elliott Trudeau International Airport), voorheen bekend als Montréal-Dorval, is een vliegveld gelegen in de gemeenten Montréal en Dorval op het Île de Montréal, ongeveer 20 km ten westen van het centrum van de stad. Het is een internationaal vliegveld dat vooral dienstdoet als luchthaven voor Montréal maar ook voor grote delen van de provincie Québec, Ottawa en omstreken, en noordelijke delen van de Amerikaanse staten Vermont en New York.
De naam van de luchthaven wordt zowel in het Frans als Engels meestal afgekort tot Montréal-Trudeau.

## Achtergrond
Het vliegveld wordt beheerd door Aéroports de Montréal (ADM) en is eigendom van Transport Canada. Het is het drukste vliegveld in de provincie Québec en het op twee na drukste vliegveld van Canada na Toronto Pearson International Airport en Vancouver International Airport. Het is een van de acht vliegvelden van Canada met een United States border preclearance.
Het vliegveld wordt vooral gebruikt voor burgerluchtvaart. Er vertrekken onder andere vluchten naar Afrika, Azië, Centraal-Amerika, Zuid-Amerika, Europa en de Verenigde Staten. Het is het enige Canadese vliegveld dat non-stop diensten met het Afrikaanse continent heeft.
Het vliegveld is het hoofdkwartier van luchtvaartmaatschappijen Air Canada en Air Transat.

## Geschiedenis
Het vliegveld ontstond in de jaren 40 van de 20e eeuw, toen duidelijk werd dat de Montreal Saint-Hubert Longueuil Airport de groei niet kon bijhouden. Op 1 september 1940 werd het vliegveld officieel in gebruik genomen. De locatie van het vliegveld werd gekozen vanwege de over het algemeen goede weersomstandigheden aldaar. Tijdens de Tweede Wereldoorlog was het vliegveld een van de primaire verbindingspunten met Europa. Veel geallieerden vertrokken via Montréal-Pierre Elliott Trudeau International Airport naar Londen.
Op 29 november 1975 kreeg het vliegveld 'concurrentie' van Montréal-Mirabel International Airport. Dit vliegveld moest in theorie de meeste burgerluchtvaart rondom Montreal gaan verwerken. In 1997 werd deze beslissing echter teruggedraaid, daar Montréal-Mirabel International Airport niet echt populair bleek bij veel luchtvaartmaatschappijen, mede vanwege de afstand tot de stad (vergeleken met de oude luchthaven), doordat er geen openbaarvervoerverbindingen waren en doordat gedurende lange tijd enkel de internationale vluchten vanuit Mirabel opereerden en de andere in Dorval bleven.

## Statistieken
| Jaar | Aantal passagiers | Verandering |
| ---- | ----------------- | ----------- |
| 2001 | 8.168.559         | —           |
| 2002 | 7.816.053         | −4,3%       |
| 2003 | 8.964.186         | +14,7%      |
| 2004 | 10.335.768        | +15,3%      |
| 2005 | 10.892.778        | +5,4%       |
| 2006 | 11.441.202        | +5,0%       |
| 2007 | 12.817.882        | +12,0%      |
| 2008 | 12.813.199        | −0,0%       |
| 2009 | 12.224.534        | −4,6%       |
| 2010 | 12.971.339        | +6,1%       |
| 2011 | 13.668.829        | +5,4%       |
| 2012 | 13.809.820        | +1,0%       |
| 2013 | 14.095.272        | +2,1%       |
| 2014 | 14.840.067        | +5,3%       |
| 2015 | 15.517.382        | +4,6%       |
| 2016 | 16.589.067        | +6,9%       |